# Smolensk-Polotsker lange grafheuvelscultuur
De Smolensk-Polotsker lange grafheuvelscultuur (Russisch: Культура смоленско-полоцких длинных курганов) is een vroegmiddeleeuwse archeologische cultuur uit de 8e-10e eeuw aan de westelijke Dvina en het westelijke deel van de Dnjepr-Dvina-waterscheiding, in de stroomgebieden van de Oella, Kasplja en Berezina.
De belangrijkste sites bevinden zich in de dalen van grote rivieren, in de uiterwaarden en lage terrassen boven de uiterwaarden, op warme hellingen van oevers van rivieren en meren. In de meeste gevallen bevinden de grafheuvels zich in de directe omgeving van de nederzettingen. Opvallend is een volledige afwezigheid van grafheuvels rond de stad Polotsk, het historische westelijke centrum van de Smolensk-Polotsker Krivitsjen. Een bevolking verwant aan de dragers van de Smolensk-Polotsker lange grafheuvelscultuur bouwde in de 8e - 9e eeuw kleine gebouwen in Staraja Ladoga met stenen ovens op U-vormige spanten in de hoek.

## Eigenschappen
Oorspronkelijk wierp men langwerpige grafheuvels op. Sinds de 9e eeuw werden deze vervangen door ronde, waarbij het begrafenisritueel van de lange grafheuvels (crematies) in detail werd herhaald. Dit kenmerkte zich door een kleine en weinig expressieve grafinventaris, de afwezigheid van dure items, prestigieuze importen en elite-graven.
De meeste grafheuvels bevinden zich op zachte bodems, zonder boomwortels, wat erop wijst dat hun dragers geen landbouwwerktuigen met ijzeren punten bezaten. Bij mannelijke begrafenissen werden vaak overblijfselen van paardencrematies gevonden. De nederzettingen in de buurt van de grafheuvels waren van korte duur, zonder culturele stratigrafie. De grafheuvelgroepen omvatten niet meer dan 15 heuvels met elk 1-4 begravingen. Dit alles getuigt van het ontbreken van intensieve landgebruiksystemen. Brandlandbouw speelde een geringe rol in de economie. Bijna alle graven bevinden zich in de buurt van nederzettingen van de voorafgaande Toesjemljacultuur .
Ondanks een sterke toename van de hoeveelheid zilver in de regio Smolensk-Dnjepr in de eerste helft van de 10e eeuw, wordt het in de Smolensk-Polotsker grafheuvels niet vaker gevonden dan in de 8e-9e eeuw. De overgrote meerderheid van deze vondsten zijn zogenaamde groep IV-messen, eenzijdige kammen, gegoten drie-gaats en ruitvormige hangers, evenals gevlochten kettingen waaraan ruitvormige hangers werden gedragen. Een ander soort handelswaar dat de Slavisch-Varjaagse nederzetting Gnjozdovo met de dragers van de cultuur verhandelde, waren naar alle waarschijnlijkheid glasparels. In de lange grafheuvels van Smolensk werden in bijna alle gedateerde 10e-eeuwse graven kralen gevonden, goed voor 50 tot 99% van alle kralen. De moeilijkst te vervaardigen en duurste soorten glaskralen (mozaïek, oogvormig, met een metalen zetting), evenals kralen gemaakt van halfedelstenen, ruim vertegenwoordigd in Gnjozdovo en op enkele andere vroege sites van de Roes, werden in de Smolensk-Polotsker grafheuvels echter bijna nooit aangetroffen.

## Etniciteit
De etniciteit van de cultuur is omsteden. Meest wordt ze gezien als ontstaan uit de plaatselijke Baltische bevolking onder invloed van een toegestroomd Slavisch element.